# Szlama Grzywacz

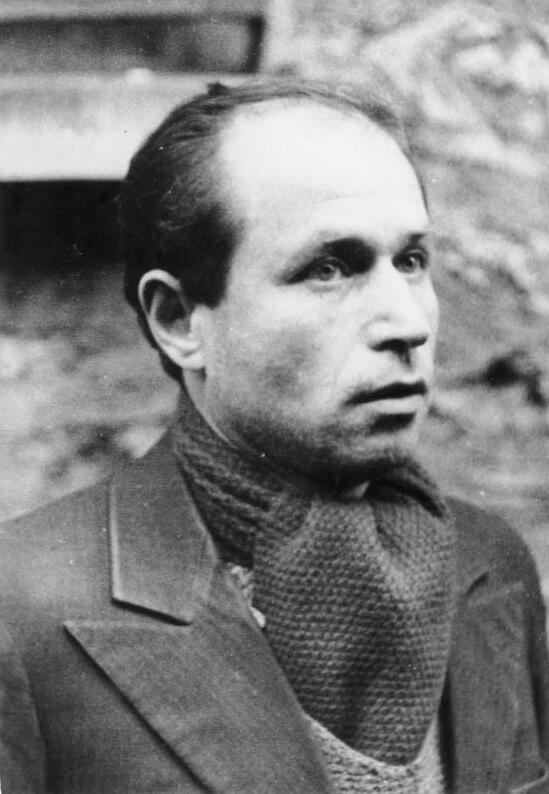
Fotografia z archiwów niemieckich

Szlama Grzywacz (ur. w 1909 w Wołominie, zm. 21 lutego 1944 w Suresnes) – uczestnik francuskiego ruchu oporu, członek grupy Manukiana. Jego nazwisko pojawiło się na czerwonym afiszu. 

## Życiorys
Szlama Grzywacz urodził się w rodzinie robotniczej i już w dzieciństwie zmuszony był podjąć pracę. Wcześnie zetknął się z ideami komunistycznymi i w wieku 16 lat wstąpił do nielegalnej KPP. W 1931 został zatrzymany przez policję z powodu swojej aktywności w ruchu robotniczym i skazany na pięć lat więzienia. 
Po odbyciu wyroku Grzywacz na nowo podjął działalność komunistyczną, jednak ścigany przez policję postanowił, za radą przyjaciół, wyjechać za granicę. Początkowo jego celem był Paryż, ale niemal natychmiast po dotarciu do Francji zdecydował się wstąpić do Brygad Międzynarodowych. Walczył w Hiszpanii do ostatecznej klęski wojsk republikańskich, następnie – po przekroczeniu granicy francuskiej – został internowany w Gurs, a potem w Argelès, skąd zdołał uciec. 
W czasie hitlerowskiej okupacji Francji Grzywacz zajmował się początkowo pracą związkową wśród robotników żydowskich, następnie wstąpił do FTP-MOI i znalazł się w grupie Manukiana. Brał udział w kilkudziesięciu zorganizowanych przez nią akcjach sabotażowych – aż do aresztowania w listopadzie 1943. Razem z towarzyszami został skazany na śmierć i rozstrzelany w forcie Mont Valérien. Jego fotografia pojawiła się na czerwonym afiszu z adnotacją: „polski Żyd, dwa zamachy”.